# Омофор
 Тази статия е за Омофор.  Вижте също: Омофор (издателство).
Омофор – от гръцки, „покров, покривало“. В богословието: част от епископското облекло, в преносен смисъл — епископска власт или юрисдикция (напр. „под омофора на Софийския митрополит“).
Различават се голям и малък омофор:
- Голям омофор – представлява дълга широка лента от бял вълнен плат украсен с кръстове. Замята се през врата като единият край е на гърдите, а другият — на гърба. Той произлиза от древния палиум на епископа. В римската империя палиум са носили императорите и консулите.
- Малък омофор – широка лента с изображения на кръстове, спускаща се от двете страни на гърдите, преминаваща отзад на врата. Двете вътрешни страни се закрепват една за друга с копчета. Вероятно произлиза от древния монашески палион. За източния произход на малкия омофор свидетелства и фактът, че римокатолическите архиереи не носят малък омофор.

Омофорът се носи върху сакоса и символизила загубената овца, която се е заблудила и е отнесена от добрия пастир обратно в стадото.